# Tathagata Mukherjee
Tathagata Mukherjee (en bengalí: তথাগত মুখোপাধ্যায়) es un actor indio conocido por su trabajo en el cine bengalí.

## Temprana edad y educación
Mukherjee estudió en la Baranagore Ramakrishna Mission Ashrama High School, y luego estudió drama en la Universidad Rabindra Bharati. Ha realizado teatro profesional desde 2005, durante su infancia. Hizo tres años yatra con Chapal Bhaduri.

## Filmografía

### Actor
- Badshahi Angti
- Force
- Bastav
- Laal ronger Duniya
- The Best Seller
- Paan Supari
- Parokiya
- Sin Sister (2017)

### Director
- Shuyopoka (The Inmate) (2016)
- Geodesy (2017)
- Buno (2018)
- Jingle bells qwali (music video) (2017)
- Vandemataram and Kothbiro (Music video (2017)
- Holi bol (Music video) (2017)
- Water bottle
- How to become a rapist(origin of species)
- Unicorn[2][3][4][5][6][3][7]
- Kalboishakhi (musical)
- Make a Noise (Music video)

### Escritor
- Shuyopoka
- Geodesy
- Unicorn
- Buno
- " Warer bottle"
- " How to become a rapist"(origin of species)

### Cinematógrafo
- Jingle bells quwalli
- Make a noise
- Unicorn

## Televisión
- Sada Patay Kalo Daag
- Rajpoth
- Bou Kotha Kao
- Payer Tolar Mati
- Kon Kanoner Phool
- Labonyer Sangsar
- Choukath
- Agnipariksha
- Care Kori Na
- Sokhi
- Harano Sur
- Raashi
- Mon Niye Kachakachi[8]
- Tumi Asbe Bole
- Sadhok bamakhyapa
- Swapno Uran
- Bhakter Bhogobaan Shri Krishna
- Raadha
- Kusum Dola
- Andarmahal
- Mayurpankhi